# 콘스타모니투 수도원

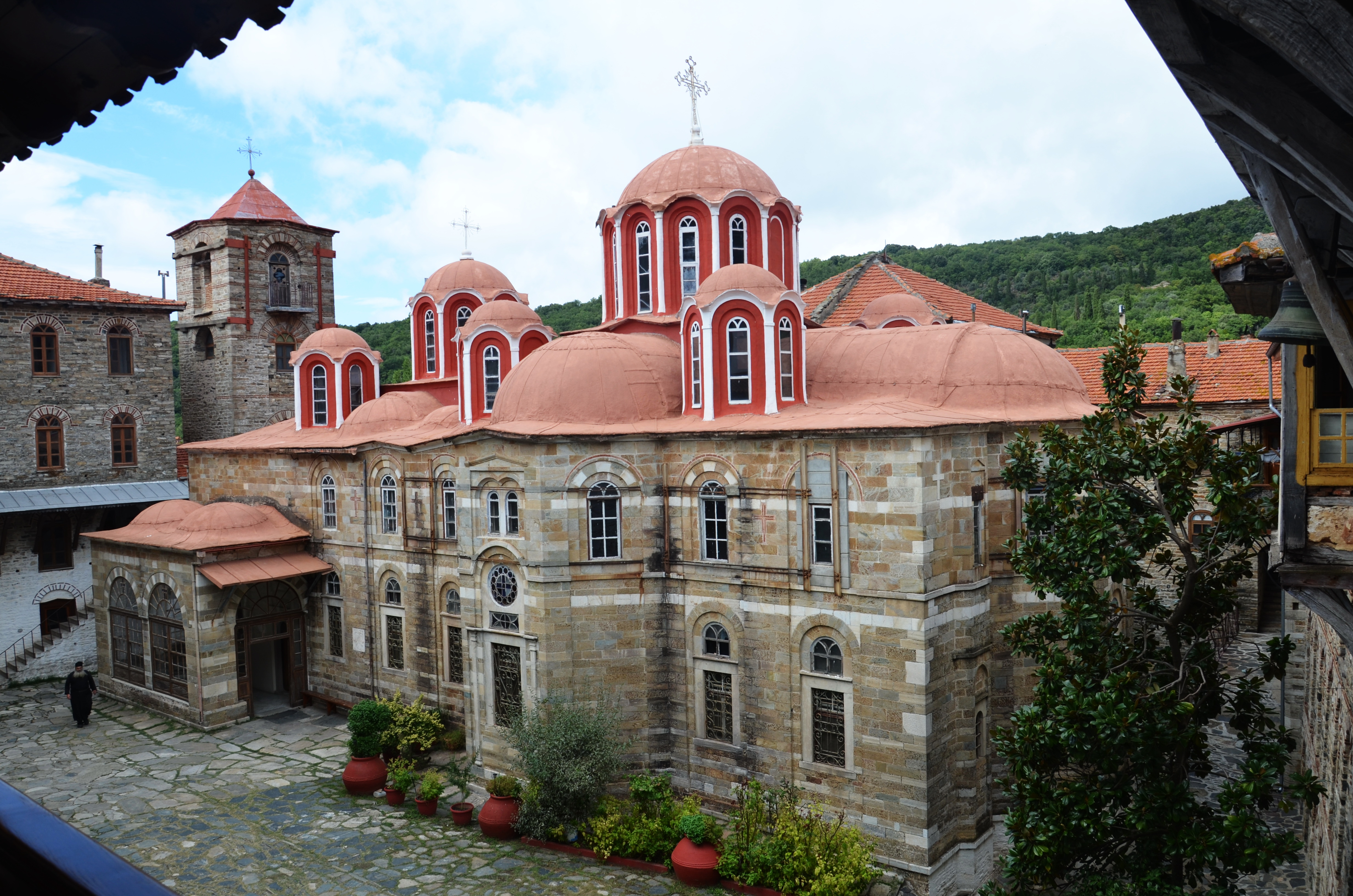

콘스타모니투 수도원(그리스어: Μονή Κωνσταμονίτου) 또는 카스타모니투 수도원(Μονή Κασταμονίτου)은 그리스 아토스산 수도원 주에 있는 동방정교회 수도원이다. 이 수도원은 아토스 반도의 남동측에 위치한다. 이 수도원은 아토니테 수도원들의 서열체계에서 스무 번째의 위계에 있다.
이 수도원은 11세기에 설립되었고, 성 스테파노스에게 봉헌되었다. 이 수도원에는 약 20 명의 현직 수사들이 있다. 이 수도원의 도서관에는 11권의 필사본들과 거의 5,000 권의 인쇄된 책들이 있다.

## 같이 보기
- 아토스산